# Qionglai
Qionglai is een stad in de provincie Sichuan van China. Qionglai is de zetel van het arrondissement Qionglai. Qionglai heeft ongeveer 650.000 inwoners. De stad ligt in de Prefectuur Chengdu. Door Qionglai loopt de nationale weg G318.